# نظرية تحديث انماط الحياة
نظرية تحديث أنماط الحياة أو نظرية دانييل ليرنر نظرية تقوم على اعتبار أن لوسائل الاتصال دوراً أساسياً لاجتياز المجتمع التقليدي، وتعتبر أنماط الحياة مبينة لتحقيق التنمية القومية في المجتمعات المختلفة، وكانت هذه النظرية حصيلة أبحاث أجراها دانييل ليرنر وفريقه في الأردن ولبنان ومصر وسوريا وتركيا وإيران في مطلع الخمسينات من هذا القرن. وكانت الأبحاث تسعى إلى دراسة تأثير وسائل الاتصال على الاتجاهات والعقائد والقيم في هذه المجتمعات التقليدية، وقد استند ليرنر في نظريته على دراسة النموذج الغربي في التحديث، والذي تطور تاريخيا في الغرب، ولكنه يمكن أن يتكرر عالمياً وذلك أن القواعد الأساسية لنموذج التحديث في المجتمعات الغربية تتكرر ثانية في جميع المجتمعات في العالم التي هي في طور الحديث بغض النظر عن العرق واللون والعقيدة.
وهذا يعني أن النموذج الغربي في التحديث كما يقول ليرنر، أساسي لتحقيق التنمية في المجتمعات الغربية. وكي يثبت ليرنر وجهة نظره بالنسبة لعالمية نموذج التجربة الغربية فإنه رأى بأن زيادة التحضر في المجتمع تميل إلى ان ترفع مستويات التعليم فيه، وزيادة مستوى التعليم تميل إلى زيادة التعرض لوسائل الاتصال، وهذه الزيادة تسير مع مشاركة اقتصادية أوسع تؤدي إلى مشاركة سياسية أكبر في التصويت للانتخابات، وهنا تكمن أهمية دور وسائل الاتصال في التنمية.
ويتكون نموذج ليرنر من ثلاثة عناصر متفاعلة وهي:
أ-الشخصية المتحركة وهي التي تتحقق من خلال التقمص الوجداني Emlathy.
ب-وسائل الاتصال مضخم لتحرك الناس Mobilizer.
ج-نظام التحديث System of Moderntiy.